# Прингл (Південна Дакота)
Прингл (англ. Pringle) — місто (англ. town) в США, в окрузі Кастер штату Південна Дакота. Населення — 109 осіб (2020).

## Географія
Прингл розташований за координатами 43°36′32″ пн. ш. 103°35′41″ зх. д. / 43.60889° пн. ш. 103.59472° зх. д. (43.609010, -103.594624).  За даними Бюро перепису населення США в 2010 році місто мало площу 0,62 км², уся площа — суходіл.

## Демографія
Згідно з переписом 2010 року, у місті мешкало 112 осіб у 54 домогосподарствах у складі 31 родини. Густота населення становила 180 осіб/км².  Було 68 помешкань (109/км²).
Расовий склад населення:
| - 93,8 % — білих - 2,7 % — корінних американців - 1,8 % — осіб інших рас |

До двох чи більше рас належало 1,8 %. Частка іспаномовних становила 3,6 % від усіх жителів.
За віковим діапазоном населення розподілялося таким чином: 17,0 % — особи молодші 18 років, 68,7 % — особи у віці 18—64 років, 14,3 % — особи у віці 65 років та старші. Медіана віку мешканця становила 45,5 року. На 100 осіб жіночої статі у місті припадало 111,3 чоловіків;  на 100 жінок у віці від 18 років та старших — 106,7 чоловіків також старших 18 років.
Середній дохід на одне домашнє господарство  становив 43 924 долари США (медіана — 39 286), а середній дохід на одну сім'ю — 52 949 доларів (медіана — 46 719). Медіана доходів становила 37 000 доларів для чоловіків та 23 958 доларів для жінок. За межею бідності перебувало 6,1 % осіб, у тому числі 0,0 % дітей у віці до 18 років та 6,3 % осіб у віці 65 років та старших.
Цивільне працевлаштоване населення становило 95 осіб. Основні галузі зайнятості: науковці, спеціалісти, менеджери — 22,1 %, роздрібна торгівля — 17,9 %, виробництво — 14,7 %, мистецтво, розваги та відпочинок — 14,7 %.